# ステラケミファ
ステラケミファ株式会社は大阪府大阪市中央区淡路町に本社を置く、高純度薬品を製造販売する化学メーカーである。

## 主な事業内容
フッ素化合物を中心とする高純度薬品などの製造および販売を行っている。
特に半導体や液晶分野では高いシェアを誇る。
製品は、半導体デバイスの高集積化を可能にする超高純度エッチング剤や洗浄剤、シリコンウェハにパターンを焼き付けるステッパーのレンズ原料などに使われている。
また、携帯電話・デジタルカメラ・ビデオカメラ・ノート型パソコン・電動アシスト自転車、ハイブリッド車などに使われるリチウムイオン二次電池用の電解質、その他、ステンレスなどの金属の表面処理剤、フロンガスおよびフッ素樹脂の原料、医薬および農業などの中間原料などに幅広く使われている。

## 沿革
- 1916年（大正5年）: 橋本升高堂製薬所創立（大阪府堺市少林寺町）
- 1930年（昭和5年）: フッ素化合物製造開始
- 1934年（昭和9年）: 合名会社橋本製薬所設立
- 1943年（昭和18年）: 三宝工場建設。フッ化アルミニウム増産
- 1944年（昭和19年）: 橋本化成工業株式会社へ組織変更
- 1956年（昭和31年）: 三宝工場再開（1945年、爆撃により被災）
- 1963年（昭和38年）: 三フッ化ホウ素ガスの国産企業化成功
- 1969年（昭和44年）: 大型フッ化水素酸製造設備竣工
- 1970年（昭和45年）: 泉工場建設
- 1971年（昭和46年）: 三宝工場に乾式フッ化アルミニウム製造設備が完成（国産新技術の認定を受ける）
- 1973年（昭和48年）: 少林寺工場設備を泉工場に移設統合
- 1975年（昭和50年）: 堺市の錦工場を取得し、アルミニウム合金の製造を開始
- 1978年（昭和53年）: 三宝工場隣接地（7,275m2）取得
- 1984年（昭和59年）: 三宝工場内に、半導体用高純度フッ化水素酸クリーンプラント完成
- 1987年（昭和62年）: 研究開発用高純度フッ化物クリーンプラント完成
- 1990年（平成2年）: 社名を橋本化成株式会社に変更し、本社を大阪市西区西本町へ移転
- 1991年（平成3年）: 運輸部門を分離独立し、100%子会社ブルーエキスプレス株式会社を設立
- 1994年（平成6年）: 韓国に合弁会社フェクト株式会社（当社出資比率39%）を設立（高純度薬品事業）
- 1996年（平成8年）: 工場内に、六フッ化リン酸リチウムの新プラント工場完成
- 1997年（平成9年）: 社名をステラケミファ株式会社に変更
- 1998年（平成10年）: 泉工場内に、フッ化カリウムの新プラント工場完成。大阪証券取引所市場第二部に上場
- 1999年（平成11年）: 本社を大阪市中央区淡路町へ移転
- 2000年（平成12年）: 東京証券取引所市場一部および大阪証券取引所市場一部に上場
- 2001年（平成13年）: シンガポールに100%子会社STELLA CHEMIFA SINGAPORE PTE LTD 設立（高純度薬品事業）
- 2002年（平成14年）: 中国に合弁会社浙江瑞星フッ化工業有限公司（当社出資比率55%）設立 （高純度薬品事業）
- 2006年（平成18年）: 三宝工場隣接地（22,166㎡）取得
- 2007年（平成19年）: 100%子会社ステラファーマ株式会社設立。BNCT事業を本格化
- 2008年（平成20年）: 100%子会社ステラグリーン株式会社設立。アグリ事業へ参入。関西電力カラス巣作り訴訟
- 2009年（平成21年）: アライズ・コーポレート株式会社を買収し、ムーンライト事業（蓄光事業）へ参入
- 2010年（平成22年）: 化粧品事業を分離独立し、100%子会社コスメ ド ステラ株式会社　設立
- 2014年（平成26年）: ステラグリーン株式会社およびコスメ ド ステラ株式会社の解散、清算を発表。
- 2015年（平成27年）: ステラグリーン株式会社およびコスメ ド ステラ株式会社の清算が終了。

## 事業拠点
- 本社・大阪営業部・国際営業部 : 〒541-0047 大阪府大阪市中央区淡路町3丁目6番3号 NMプラザ御堂筋3F
- 東京営業部: 〒103-0028 東京都中央区八重洲1丁目4番16号 東京建物八重洲ビル2F

## 工場
- 三宝工場: 〒590-0982 大阪府堺市堺区海山町7丁227番地
- 泉工場: 〒595-0075 大阪府泉大津市臨海町1丁目41番地
- 北九州工場:〒806-0004 福岡県北九州市八幡西区黒崎城石1番1号

## 連結子会社
国内
- ブルーエキスプレス株式会社（運輸事業・高純度薬品事業）
- ステラ ファーマ株式会社（メディカル事業）
- アライズ・コーポレート株式会社（ムーンライト＜蓄光＞事業）
- ブルーオートトラスト株式会社（自動車整備・保険代理業）

海外
- STELLA CHEMIFA SINGAPORE PTE LTD（高純度薬品事業）
- 浙江瑞星フッ化工業有限公司（高純度薬品事業）
- 星青国際貿易（上海）有限公司（高純度薬品事業）
- STELLA　EXPRESS (SINGAPORE) PTE LTD（運輸事業）
- 青星国際貨物運輸代理（上海）有限公司（運輸事業）

## 持分法適用関連会社
- フェクト株式会社　（高純度薬品事業）